# Забазновский, Атанас
Атанас Прокопиев Забаноский (в русской традиции Атанас Прокопьевич Забановский; сербохорв. Атанас Забазновски / Atanas Zabazonvski, макед. Атанас Прокопиев Забазноски; 7 января 1925, Прилеп — 17 мая 2013, Скопье) — югославский македонский политический деятель, партизан Народно-освободительной войны Югославии, Народный герой Югославии (20 декабря 1951).

## Биография
Родился 7 января 1925 года в Прилепе в крестьянской семье. Отец — уроженец Российской империи, мать — македонка. Окончил начальную школу и вечернее торговое училище, работал портным. В 1938—1939 годах начал сотрудничать с молодёжным рабочим движением, распространяя его листовки. Занимался футболом, играл за любительскую команду «Гоце Делчев». С 1941 года член Союза коммунистической молодёжи Югославии.
После оккупации страны в апреле 1941 года вместе с группой молодёжи Забазновский стал собирать партизанский отряд, закупив оружие и боеприпасы и спрятав их в своём доме. 11 октября 1941 года после попытки нападения партизан на Прилеп попал в плен, откуда бежал. Секретарь СКМЮ с 1942 года, проводил в своём доме совещания и при этом был под наблюдением полиции. С октября 1943 года — пулемётчик 1-й македонско-косовской пролетарской ударной бригады, где и получил своё прозвище «Русский». Участник боёв за Мраморец, Пуста-Реку, Фуштани, Тушин и Кавадарци. Был ранен под Кавадарцами и некоторое время провёл в больнице. После окончания курсов партийных руководителей Забазновский был назначен секретарём СКМЮ в 42-й македонской дивизии. Участник боёв на Сремском фронте весной 1945 года. Сотрудник контрразведывательной службы Югославской народной армии.
После войны Забазновский работал в Государственном секретариате внутренних дел до 1966 года. Из контрразведывательной службы ушёл после отставки Александра Ранковича. В дальнейшем работал в спортивной сфере: председатель Союза настольного тенниса Македонии, председатель клуба гребли «Мирце Ачев» в Скопье, организатор чемпионатов мира 1975 года по гребле на байдарках и каноэ на реках Треска и Радика (спуск и слалом). Отмечен рядом наград, в том числе Партизанским памятным знаком 1941 года и званием Народного героя Югославии (указ от 20 декабря 1951 года).
Скоропостижно скончался 17 мая 2013 года в Скопье.